# Sandra Laugier
Sandra Laugier (París, 1961) es una filósofa francesa, que trabaja en la filosofía moral, filosofía política, filosofía del lenguaje, estudios de género y cultura popular. Es profesora titular de filosofía en la Universidad de París 1 Panthéon-Sorbonne y miembro senior del Institut Universitaire de France. Se desempeña como subdirectora del Institut des sciences juridique et philosophique de la Universidad Sorbona (Université Paris 1 Panthéon-Sorbonne/CNRS).En 2014, recibió el título de Caballero de la Legión de Honor . En 2022, la Academia Francesa le otorgó el Gran Premio de Morón.

## Carrera
Laugier recibió Habilitation à Diriger des Recherches (HDR) de la Université Paris I Panthéon-Sorbonne (1997) y doctorado de la Universidad Paris-Sorbonne (1990). Ella fue estudiante visitante de posgrado en la Universidad de Harvard y estudiante de pregrado en la Ecole Normale Supérieure.
Laugier ha ocupado varios cargos en el Centre National de la Recherche Scientifique (CNRS), incluido el de subdirectora de la División de Humanidades y Ciencias Sociales (INSHS) de 2010 a 2017 y asesora especial "Ciencia en la sociedad" del presidente del CNRS desde 2016 a 2017. Una de las fundadoras del Institut du Genre del CNRS, Laugier fue su presidenta de 2012 a 2018 y presidenta del Consejo Científico de 2018 a 2022. También se ha desempeñado como experta de la Comisión Europea y como panelista del Consejo Europeo de Investigación (ERC).
Laugier es autora de muchas publicaciones sobre filosofía del lenguaje ordinario (Ludwig Wittgenstein, John L. Austin), filosofía moral ( perfeccionismo moral, ética del cuidado  ), filosofía estadounidense (Stanley Cavell, Henry David Thoreau, Ralph Waldo Emerson), estudios de género, cultura popular (serie de televisión) y, más recientemente, sobre democracia y desobediencia civil . Es la traductora francesa del trabajo de Stanley Cavell y es una de las albaceas de su patrimonio.
Laugier ha enseñado en varias universidades de todo el mundo, incluso como profesora visitante en la Universidad de Toronto (2022), la Universidad de Boston (2019) y en la Universidad Sapienza de Roma (2019), investigadora visitante en el Instituto Max Planck (Berlín), Profesora Visitante Distinguida en la Universidad Johns Hopkins, Profesora Visitante en la Universidad Pontificia (Lima) y Profesora Visitante “Chaire invitée” en las Facultés Saint-Louis (Bruselas).
Desde 2019 es investigadora principal del programa de ERC Demoseries dedicada a la filosofía de las series de televisión.
Laugier es la editora de una serie de dos libros: TV-Philosophy, publicada por Exeter Press (con Robert Sinnerbrink y Martin Shuster) y Philoséries, publicada por Vrin (con Sylvie Allouche).
Es miembro del Consejo Editorial/Científico de Archives de Philosophie, British Journal for the History of Philosophy, European Journal of Pragmatism and American Philosophy, Iride y también del Revue de Métaphysique et de Morale y Multitudes . Además, es miembro del comité científico del Vocabulaire européen des philosophies, dictionnaire des intraduisibles, ed. Barbara Cassin (Le Seuil/Le Robert, 2004).
Es miembro del consejo científico de Citéphilo (Lille), PHILOSOPHIA (Saint-Émilion) y de la Fondation Maison des Sciences de l'Homme (FMSH) en París. Además, forma parte del jurado del Premio de Filosofía de Mónaco.
Asimismo, Laugier se desempeña como columnista en la revista francesa Libération.

### Libros
- L'Anthropologie logique de Quine, París, Vrin, 1992
- Recommencer la philosophie: La philosophie américaine aujourd'hui, París, PUF, 1999 (nueva edición ampliada, Vrin, 2014)
- Du réel à l'ordinaire: Quelle philosophie du langage aujourd'hui? , París, Vrin, 1999 (traducido al inglés, The University of Chicago Press, 2013)
- ¿Faut-il encore écouter les intellectuels? , París, Bayard, 2003
- Une autre pensée politique américaine: La démocratie radicale, de RW Emerson à S. Cavell, París, Michel Houdiard, 2004
- ¿Qué es lo que le importa? (con Patricia Paperman y Pascale Molinier), París, Payot, 2009
- Wittgenstein: Les sens de l'usage, París, Vrin, 2009
- Wittgenstein: Le mythe de l'inexpressivité, París, Vrin, 2010
- ¿Por qué abandonar la democracia? (con Albert Ogien), París, La Découverte, 2010
- Por qué necesitamos una filosofía del lenguaje ordinario, Chicago, The University of Chicago Press, 2013 [7]
- Face aux désastres: Une conversation à quatre voix sur la folie, le care et les grandes détresses colectivos (con Anne M. Lovell, Stefania Pandolfo, Veena Das), París, Ithaque, 2013
- Le Principe démocratie (con Albert Ogien), París, La Découverte, 2014
- Recomendar la filosofía: Stanley Cavell et la philosophie en Amérique, París, Vrin, 2014
- Etica e politica dell'ordinario, Milán, LED Edizioni, 2015
- Antidémocratie, (con Albert Ogien), París, La Découverte, 2017
- Nos vies en series, París, Climats, 2019
- La sociedad de los vulnerables. Lecciones feministas de una crisis (con Najat Vallaud-Belkacem ), París, Gallimard, 2020
- Política de lo ordinario. Cuidados, ética y formas de vida , Lovaina, Peeters, 2020 [8]
- Eloge de l'ordinaire, entretiens avec Philippe Petit, Le Cerf, 2021
- En confinement/La seconde vague des séries féministes, AOC livres, 2021
- Reinventer l'espace public (con Yves Cohen, Nilüfer Göle y Richard Rechtman), ediciones CNRS, 2022
- Filosofía de la televisión: cómo las series de televisión cambian nuestro pensamiento, Exeter Press, 2023
- Filosofía televisiva en acción: la ética y la política de las series de televisión, Exeter Press, 2023

### Libros editados
- Physique et réalité (coeditado con Michel Bitbol ), París, éditions Diderot, París, 1997
- Les mots de l'esprit: Wittgenstein et la philosophie de la psychologie (coeditado con Christiane Chavira y Jean-Jacques Rosta), París, Vrin, 2001
- Carnap et la construcción lógica del mundo, París, Vrin, 2001
- Stanley Cavell, cinéma et philosophie (coeditado con Marc Cerisuelo), París, Presses de la Sorbonne Nouvelle, 2001
- Wittgenstein: Métaphysique et jeu de langage, París, PUF, 2001
- Wittgenstein, dernières pensées (coeditado con Jacques Bouveresse y Jean-Jacques Rosat), Marsella, Agone, 2002
- Husserl et Wittgenstein: De la descripción de l'expérience à la phénoménologie linguistique (coeditado con Jocelyn Benoist), Hildesheim, Olms, 2004
- Textes-clés de philosophie des sciences (coeditado con Pierre Wagner), 2 volúmenes, París, Vrin, 2004
- Langage ordinaire et métaphysique – Strawson (coeditado con Jocelyn Benoist), París, Vrin, 2005
- Dictionnaire de la pornographie (coeditado con Philippe Di Folco ), París, PUF, 2005
- Le souci des autres – éthique et politique du care (coeditado con Patricia Paperman), París, Éditions de l'EHESS, 2006
- L'ordinaire et le politique (coeditado con Claude Gautier), París, PUF, 2006
- Ethique, littérature, vie humaine, París, PUF, 2006
- Lire les Recherches Philosophiques de Wittgenstein (coeditado con Christiane Chauviré), París, Vrin, 2006
- ¿Cómo piensas en la autonomía? Entre competencias y dependencias (coeditado con Marlène Jouan), París, PUF, 2008
- Normativités du sens commun (coeditado con Claude Gautier), París, PUF, 2009
- Textes-clés de philosophie du langage (coeditado con Bruno Ambroise), 2 volúmenes, París, Vrin, 2009, 2010
- Qu'est-ce que le care ? (coeditado con P. Paperman y P. Molinier), Payot, París, 2009.
- La voix et la vertu: Variétés du perfeccionismo moral, París, PUF, 2010
- JL Austin et la philosophie du langage ordinaire (coeditado con Christophe Al-Saleh), Hildesheim, Olms, 2011
- ¿Todos los vulnerables? Ética del cuidado, los animales y el medio ambiente , París, Payot, 2012
- La philosophie analytique (coeditado con Sabine Plaud), París, Ellipses, 2012
- Philoséries: Buffy – Tueuse de Vampires (coeditado con Sylvie Allouche), París, Bragelonne, 2014
- Formes de vie (coeditado con Estelle Ferrarese), ediciones CNRS, 2018
- Le pouvoir des gravámenes faibles (coeditado con Alexandre Gefen), ediciones CNRS, 2020
- Concepts de l'ordinaire (coeditado con Pierre Fasula), éditions de la Sorbonne, 2021
- Perlocutoire (coeditado con Daniele Lorenzini), éditions Mare et Martin, 2021
- Des enjeux publics de la pandémie (coeditado con Christine Noiville y Xavier Philippe), éditions Mare et Martin, 2021
- ¿Debemos decir lo que decimos de Cavell? a los cincuenta (coeditado con Juliet Floyd y Greg Chase), Cambridge University Press, 2022
- Les uses de l'usage (coeditado con Béatrice Godart-Wendling), ISTE, Londres, 2022
- Crono de 24h. Aux origines du genero seguro (coeditado con Sylvie Allouche), Vrin, acceso abierto, 2022
- Serie TV, laboratoire d'éveil politique, Ediciones CNRS, París 2023
- Televisión pensando en Stanley Cavell (coeditado con David LaRocca), Exeter Press, 2023

### Números especiales de revistas editados.
- "El retorno del moralismo?" (coeditado con Laurent Jaffro), Cités, 2001
- "Moritz Schlick et le tournant de la philosophie", Estudios filosóficos, 2001
- "Wittgenstein 1889-1951", Archives de philosophie, 2001
- "Ralph Waldo Emerson: La autoridad del escepticismo", Revue Française d'Etudes Américaines, 2002
- "Naturalismo(s): Héritages contemporains de Hume", Revue de métaphysique et de morale, 2003
- "Politiques de la pornographie" (coeditado con Michela Marzano), Cités, 2003
- "Après la estructura: Kuhn et les révolutions scientifiques", Archives de philosophie, 2003
- "Usages d'Austin" (coeditado con Isabelle Thomas-Fogiel), Revue de métaphysique et de morale, 2004
- "Morale et métaphysique chez GE Moore" (coeditado con Emmanuel Picavet), Revue de métaphysique et de morale, 2006
- "La contrainte", Actes de savoirs. Revista de la UITA, 2007
- "Quine et l'analyticité", Archives de philosophie, 2009
- "Wittgenstein politique" (coeditado con Marie-Anne Lescourret), Cités, 2009
- "Politiques du care" (coeditado con Pascale Molinier), Multitudes, 2009
- "Perfeccionismo, trascendentalismo, pragmatismo" (coeditado con Piergiorgio Donatelli), Revista europea de pragmatismo y filosofía americana, 2011
- "Grammaires de la vulnérabilité" (coeditado con Marie Gaille), Raison Publique, 2011
- "Stanley Cavell", Revista internacional de filosofía, 2011
- "El retorno a la vida ordinaria", Raison Publique, 2013
- “Cuidado y Seguridad Humana”, Iride, 2013
- "Cuidados, catástrofe, capacidades", Raison Publique, 2014
- "Nouveaux vivants" y "Le care des robots", Multitudes, 2015
- "Género y medio ambiente", Cahiers du Genre, 2015
- "Politique des formes de vie", con E. Ferrarese, Raisons politiques, 2015
- “Nueva Robótica, Nuevos Seres Vivos”, Iride, 2016
- "Scepticisme, pragmatisme et philosophie du langage ordinaire", con D. Zapero, Raison Publique, 2016.
- "L'invention des formes de vie", Multitudes, nº 71, 2018
- "Simposios - Democrazia e scienze partecipative", Iride, nº 3, 2019
- “Lo perlocucionario y lo ilocucionario”, dir. con D. Lorenzini, Investigación, 2019
- "Le patriarcat bouge encore", Multitudes, n° 78, 2020
- "L'autre société des séries (con A. Kyrou)", Multitudes, n.º 84, 2021
- “Ética y Política de las Series de TV”, Filosofía Abierta, 2021
- "100 ans de Tractatus logico-philosophicus", Revue internationale de philosophie, 2022
- "Les séries télévisées pensent-elles?", Revista internacional de filosofía, 2022

### Traducciones
- S. Cavell, Une nouvelle Amérique encore inapprochable, de Wittgenstein à Emerson ( Esta nueva pero inaccesible América ), Combas, L'éclat, 1991
- S. Cavell, Statuts d'Emerson: Constitution, philosophie, politique, el volumen incluye una presentación y traducción de los ensayos de Cavell y Emerson, Combas, L'éclat, 1992
- S. Cavell, A la recherche du bonheur: Hollywood et la comédie du remariage ( En busca de la felicidad ), París, Cahiers du Cinéma, 1993 (con Christian Fournier)
- S. Cavell, Condiciones nobles et ignobles: La constitución du perfeccionnnisme moral émersonien ( Condiciones hermosas y poco hermosas ), Combas, L'éclat, 1993 (con Christian Fournier)
- S. Cavell, Les Voix de la raison ( El reclamo de la razón ), París, Seuil, 1996 (con Nicole Balso)
- A. Gibbard, Sagesse des choix, justesse des sentiments: Une théorie du juzgamiento normatif ( Elecciones sabias, sentimientos aptos ), París, PUF, 1996
- S. Cavell, Un ton pour la philosophie ( Un tono de filosofía ), París, Bayard, 2003 (con Elise Domenach)
- WV Quine, D'un point de vue logique ( Desde un punto de vista lógico ), París, Vrin, 2003 (traducción colectiva)
- RW Emerson, Essais: Histoire, Destin, Expérience, Compensation, París, Michel Houdiard, 2005 (con Christian Fournier)
- S. Cavell, Dire et vouloir dire ( ¿Debemos decir lo que decimos? ), París, Éditions du Cerf, 2009 (con Christian Fournier)
- S. Cavell, Qu'est-ce que la philosophie américaine? , París, Folio Gallimard, 2009 (con Christian Fournier)
- S. Cavell, Si j'avais su… ( Poco sabía yo ), París, Éditions du Cerf, 2014 (con Jean-Louis Laugier)
- S. Cavell, A la recherche du bonheur, Hollywood et la comédie du remariage ( En busca de la felicidad ), Vrin, París, nueva edición, con nueva presentación.
- S. Cavell, Aquí y allá (ed. con N. Bauer y A. Crary), Harvard University Press, 2022
- S. Cavell, A la recherche de l'ordinaire, Vrin, de próxima aparición en 2023

### Artículos
- Las publicaciones y artículos seleccionados están disponibles en la página Academia Archivado el 5 de agosto de 2022 en Wayback Machine. del autor y en la página HAL.
- La lista completa de publicaciones está disponible en el sitio web personal del autor.
- Sus publicaciones y transmisiones recientes se anuncian en la página de facebook de la autora.

### Artículos seleccionados en inglés disponibles en línea
- " Tomando las series de televisión en serio ", Open Philosophy, volumen 5, número 1, 2022, páginas 250–253. https://doi.org/10.1515/opphil-2022-0198
- " Serie bajo amenaza ", Open Philosophy, volumen 5, número 1, 2022, páginas 155-167. https://doi.org/10.1515/opphil-2020-0165
- " Necrología de la ontología: Putnam, ética, realismo ", The Monist, volumen 103, número 4, octubre de 2020, páginas 391–403
- " La desobediencia como resistencia a la conformidad intelectual Archivado el 30 de mayo de 2022 en Wayback Machine. ", Investigación Crítica 45, 2019
- " La vulnerabilidad de lo ordinario: Goffman, lector de Austin ", 2018
- “ La Voz como Forma de Vida y Forma de Vida ”, 2015
- "La normatividad de lo ordinario: expresiones performativas y realidad social"
- "Un romanticismo de la democracia: Emerson, Thoreau, Cavell, Malick" Archivado el 1 de noviembre de 2019 en Wayback Machine.
- " Culturas populares, crítica ordinaria: una filosofía de géneros menores ", Revista MLN | Prensa de la Universidad Johns Hopkins, 2012
- " Estos somos nosotros. Wittgenstein y lo social ", 2012
- "Introducción a la edición francesa de ¿Debemos decir lo que decimos? ", Investigación crítica, vol. 37 (2011), núm. 4, págs.627–651
- "La voluntad de ver" (enlace roto disponible en Internet Archive; véase el historial, la primera versión y la última)., Revista de Filosofía de la Facultad de Graduados, vol. 34 (2013), núm. 2, págs.263–281
- "La ética del cuidado como política de lo ordinario"
- Entrevista a Sandra Laugier y Albert Ogien sobre la desobediencia civil
- Notas sobre Stanley Cavell

### En francés
- Publicaciones de Sandra Laugier en Cairn.info
- Los artículos de Sandra Laugier en Libération
- Artículos de Sandra Laugier en Mediapart
- Artículos de Sandra Laugier en Multitudes